# Japońska baza w Truk

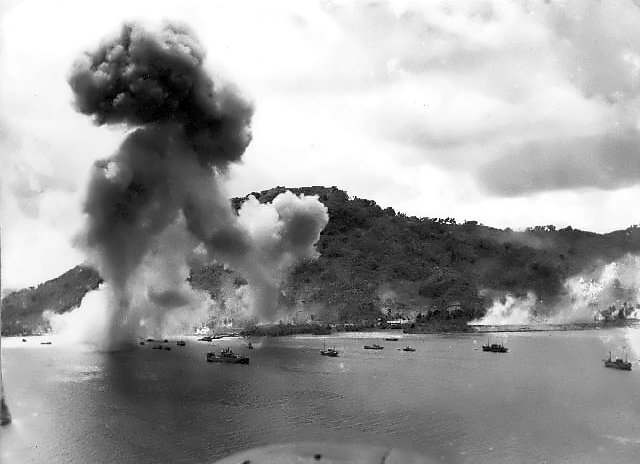
Bombowce marynarki wojennej USA atakują japońskie okręty wojenne podczas nalotu na Truk, luty 1944

Japońska baza w Truk – japońska baza morska na wyspie Truk (obecnie Chuuk) w Mikronezji, od listopada 1939 roku do zakończenia wojny na Pacyfiku najsilniejsza baza japońskiej floty na Pacyfiku.
Wyspa Truk została uzyskana przez Japonię pod nadzorem Ligi Narodów w nagrodę za uczestnictwo w I wojnie światowej. Po uzyskaniu wyspy Truk, Japonia wybudowała instalacje wojskowe na wyspie, w tym podziemne zbiorniki paliwa pojemności 10 000 ton oraz dwa powierzchniowe zbiorniki paliwa o pojemności 33 600 ton każdy. Podczas II wojny światowej baza w Truk służyła jako podstawa japońskich operacji morskich na południowo-zachodnim Pacyfiku.